# Georg Wulf
Pour les articles homonymes, voir Wulf.
Georg Wulf (né le 17 mai 1895 à Brême (Allemagne) et mort le 29 septembre 1927 à Brême), pionnier de l'aviation et constructeur d'aéronefs.
Wulf est un passionné de l'aviation naissante. Il quitte l'école avant de passer son baccalauréat et bricole des avions. Avec Henrich Focke il conçut dès 1911 des avions qu'il construisit avec des moyens élémentaires. En 1912 ils réalisèrent un monoplan capable de voler qu'il fit décoller.
Après la Première Guerre mondiale, l'Allemagne n'ayant plus le droit de construire des avions, ils continuèrent leurs travaux dans la cave du Focke-Museum. En 
1924, il fonda avec Henrich Focke la société Focke-Wulf Flugzeugbau AG. Wulf était directeur technique et pilote d'essai. 
Il mourut le 29 septembre 1927 dans l'écrasement d'un prototype du Focke Wulf F 19 Ente (canard) au cours des essais en vol.